# 비열한 거리 (1973년 영화)
《비열한 거리》(영어: Mean Streets)는 1973년 개봉된 미국의 범죄 드라마 영화이다. 마틴 스코세이지가 감독과 공동 각본을 맡았다. 스코세이지가 로버트 드니로와 처음 협업한 작품이다. 드니로는 이 영화를 통해 1973년 제8회 전미 영화 비평가 협회상과 제39회 뉴욕 영화 비평가 협회상 남우조연상을 수상하였다. 1997년 미국 국립영화등기부에 등재되었다.

## 줄거리
뉴욕시 리틀이털리에 사는 이탈리아계 미국인 찰리는 독실한 천주교 신자로, 마피아 삼촌 조반니 밑에서 일하며 삶의 모순으로 내면에 극심한 고통을 느끼고 있다. 또한 찰리는 삼촌 몰래 뇌전증을 앓는 테리사와 사귀고 있다.
찰리는 테리사의 사촌이며 무모하게 자기 파괴 행동을 일삼는 도박꾼 친구 "조니 보이"를 돌봐준다. 조니는 마피아와 연줄이 있는 고리대금업자들에게 빚을 잔뜩 졌지만 변제를 신경 쓰지 않는다. 결국 성당에서 평안을 찾지 못한 찰리는 조니를 위해 스스로를 희생하여 구원 받고자 하는데...

## 출연
- 로버트 드니로 - 존 "조니 보이" 치벨로 역
- 하비 카이텔 - 찰리 캐파 역
- 데이비드 프로발 - 토니 데비에나초, 술집 주인 역
- 에이미 로빈슨 - 테리사 론첼리 역
- 빅터 아고 - 마리오 역
- 리처드 로마너스 - 마이클 롱고, 고리대금업자 역
- 체사레 다노바 - 조반니 캐파 역
- 조지 머몰리 - 조이 역
- 지니 벨 - 다이앤 역
- 해리 노섭 - 전투원(soldato) 역
- 데이비드 캐러딘 - 술꾼 역
- 마틴 스코세이지 - 지미 쇼츠, 마이클의 오른팔 역

## 사운드트랙
정식 사운드트랙 앨범은 발매된 적이 없으며, 영화 삽입곡은 다음과 같다.
- "Be My Baby" - 로네츠
- "Tell Me" - 롤링 스톤스
- "I Looked Away" - 에릭 클랩턴
- "Jumpin' Jack Flash" - 롤링 스톤스
- "Desiree" - 차츠
- "I Met Him On A Sunday" - 셔렐스
- "Florence" - 패러건스
- "Those Oldies But Goodies" - 리틀 시저 앤드 더 로먼스
- "Please Mr. Postman" - 마벌레츠
- "You" - 애쿼톤스
- "It's In His Kiss" - 베티 에버렛
- "I Love You So" - 섄텔스
- "Ship Of Love" - 너트메그스
- "Rubber Biscuit"- 칩스
- "Pledging My Love" - 조니 에이스
- "Baby Oh Baby" - 셸스
- "Mickey's Monkey" - 미러클스
- "Stepping Out" - 크림